# Otto Greiß
Otto Greiß (* 30. Oktober 1876 in Frankfurt am Main; † 4. November 1945 in Mönchengladbach) war ein deutscher Architekt, Stadtplaner und kommunaler Baubeamter.

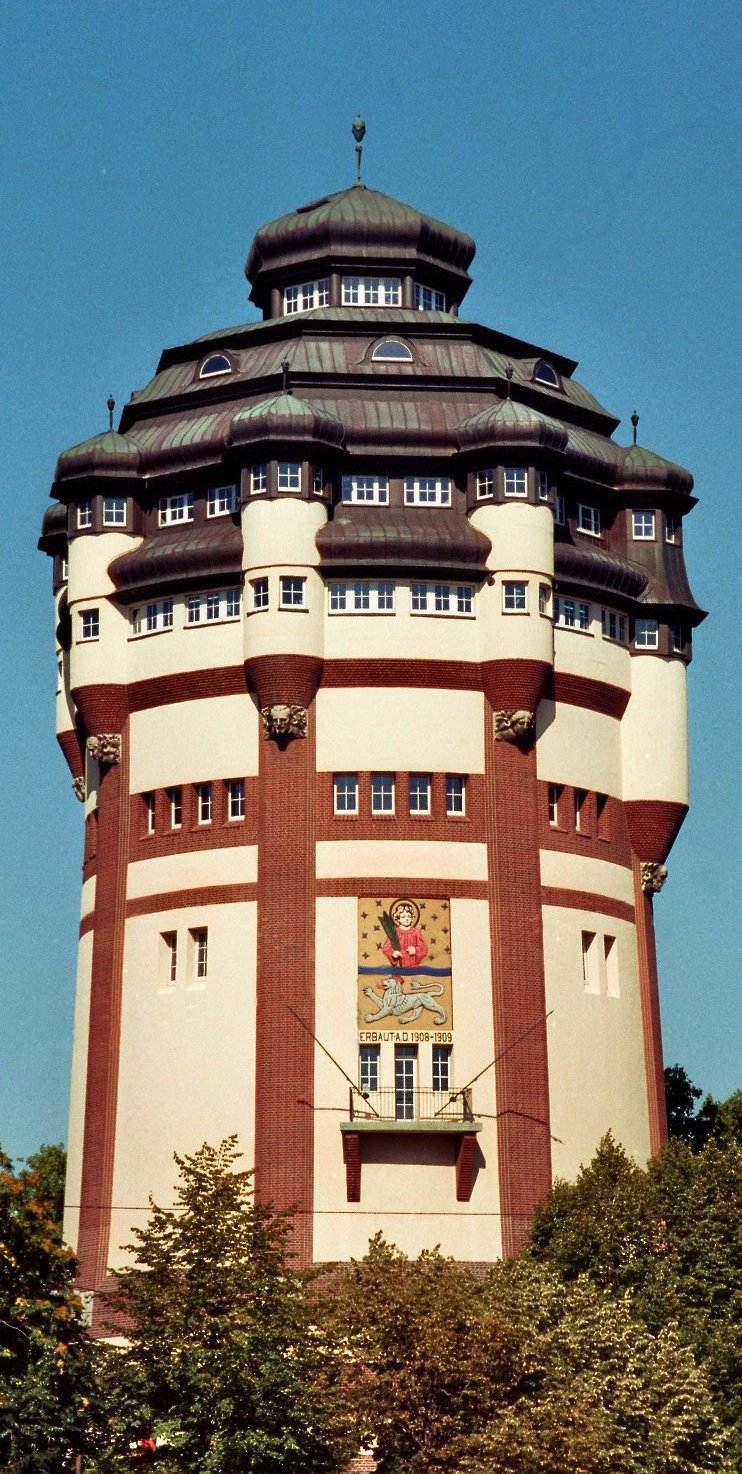
Wasserturm in Mönchengladbach

Otto Greiß war der Sohn des Frankfurter Architekturzeichners Gustav Greiß (1825–1896), sein älterer Bruder war der Architekt Eugen Greiß (1856–1925). Er studierte bis von 1895 bis 1897 an der Technischen Hochschule (Berlin-)Charlottenburg, wo er seit 1896 der Burschenschaft Gothia Charlottenburg angehörte, und anschließend an der Technischen Hochschule Stuttgart sowie an der Technischen Hochschule Darmstadt. Dort legte er 1901 die Diplom-Hauptprüfung im Baufach ab. Nach dem Militärdienst als Einjährig-Freiwilliger 1901–1902 begann er den Vorbereitungsdienst in der Bauverwaltung des Großherzogtums Hessen und bestand 1905 das Staatsexamen. Zunächst war als Regierungsbaumeister (Assessor in der öffentlichen Bauverwaltung) in Mainz und Hamburg tätig. Von 1907 bis 1923 war er Stadtbaurat in Mönchengladbach, ab 1911 außerdem Beigeordneter der Stadt. In dieser Funktion war er verantwortlich für die Planung und Ausführung zahlreicher städtischer Bauten, so etwa für den 1907–1909 ausgeführten Wasserturm.
Nach seinem Ausscheiden aus dem städtischen Dienst gründete er 1927 ein „Atelier für Architektur, Raumkunst, Städtebau und Bauberatung“ mit Büros in Mönchengladbach und Wanne-Eickel, so entstand etwa 1927 in Zusammenarbeit mit Ferdinand Revermann das Wohnhaus für Ferdinand Wulf in Eickel. Nach dem Krieg wurde er noch einmal für kurze Zeit Stadtbaurat in Mönchengladbach, ein von ihm begonnener Bebauungsplan blieb jedoch durch seinen Tod unvollendet.